# SAS Groep
De SAS Groep is een bedrijf dat is gevestigd in Stockholm, Zweden. De groep is eigenaar van verschillende luchtvaartmaatschappijen en aanverwante bedrijven.

## Activiteiten
De belangrijkste bedrijfsonderdelen zijn de Airline operations, voor het transport van passagiers, SAS Ground Services en SAS Cargo. Het vervoer van passagiers is verantwoordelijk voor driekwart van de totale omzet. In 2022/23 telde het gemiddeld 9456 medewerkers, min of meer gelijk verdeeld over Denemarken, Noorwegen en Zweden.
SAS Aktienbolaget ook, wel afgekort als SAS AB, is beursgenoteerd waarvan de notering op de beurs van Stockholm de belangrijkste is. Verder worden de aandelen verhandeld op de beurzen van Kopenhagen en Oslo. De vroegste beursnotering was van Det Danske Luftfartselskab A/S die in 1920 op de beurs van Kopenhagen werd geïntroduceerd. In juni 2018 heeft de Noorse regering haar resterend belang in SAS AB verkocht. Per 31 oktober 2023 waren nog twee Scandinavische landen aandeelhouders, Zweden had 21,8% van de aandelen en hetzelfde belang had Denemarken.

### SAS Groep
De SAS Groep omvat de volgende bedrijven:
- Consortium Scandinavian Airlines System
  - SAS Norge AS (100%)
  - SAS Danmark A/S (100%)
  - SAS Sverige AB (100%)
- SAS Cargo Group AS (100%)
- Scandinavian Airlines Ireland (100%)
- SAS Ground Handling (in elk van de drie landen, 100%)

Scandinavian Airlines is mede-oprichter en lid van de Star Alliance. Vanaf 1 september 2024 maakt het deel uit van SkyTeam.

### Resultaten
Het vervoer van passagiers is al jaren stabiel. Per jaar worden zo'n 30 miljoen passagiers vervoerd en deze activiteit heeft een aandeel van ongeveer 75% in de totale omzet. SAS heeft na de kredietcrisis grote verliezen geleden en de organisatie heeft scherp in de kosten moeten snijden en activiteiten moeten afstoten. Rond 2003 en 2004 ging het SAS ook niet goed en werden verliezen geleden. Tot 2012 was het boekjaar van SAS gelijk aan een kalenderjaar, nadien loopt het van november tot en met oktober. In het boekjaar 2019/20 en daaropvolgende drie jaren leed het grote verliezen mede als een gevolg van de coronapandemie en een staking.
| Jaar    | Omzet           | Resultaat vóór belastingen | Passagiers (× 1000) | Vloot (in stuks) | Uitstoot CO2 (in gram/paxkm) |
| Jaar    | (× SEK miljoen) | (× SEK miljoen)            | Passagiers (× 1000) | Vloot (in stuks) | Uitstoot CO2 (in gram/paxkm) |
| ------- | --------------- | -------------------------- | ------------------- | ---------------- | ---------------------------- |
| 2000    | 47.540          | 2829                       | 25.103              | -                | 179                          |
| 2005    | 55.501          | −246                       | 41.033              | -                | 136                          |
| 2010    | 41.070          | −3069                      | 27.096              | 159              | 121                          |
| 2011    | 41.412          | −1629                      | 28.990              | 157              | 122                          |
| 2012    | 35.986          | −1245                      | 25.916              | 156              | 118                          |
| 2012/13 | 42.182          | 1648                       | 30.436              | 151              | 104                          |
| 2013/14 | 38.006          | −918                       | 29.408              | 156              | 100                          |
| 2014/15 | 39.650          | 1417                       | 28.884              | 151              | 101                          |
| 2015/16 | 39.459          | 1431                       | 29.449              | 156              | 99                           |
| 2016/17 | 42.654          | 1725                       | 30.065              | 158              | 96                           |
| 2017/18 | 44.718          | 2041                       | 30.082              | 157              | 95                           |
| 2018/19 | 46.736          | 794                        | 29.761              | 158              | 95                           |
| 2019/20 | 20.513          | –10.151                    | 12.610              | 135              | 111                          |
| 2020/21 | 13.958          | –6525                      | 7585                | 129              | 118                          |
| 2021/22 | 31.824          | –7846                      | 17.868              | 134              | 90                           |
| 2022/23 | 42.043          | –5516                      | 22.726              | 134              | 87                           |
| 2023/24 | 45.883          | 1736                       |                     | 133              | 81                           |

In 2017/18 was de totale uitstoot van koolstofdioxide 4,3 miljoen ton. In hetzelfde jaar gaf het bestuur aan de uitstoot van koolstofdioxide met een kwart te gaan verminderen in 2030, met 2005 als basisjaar. De helft van deze daling komt door de vloot te vernieuwen met efficiëntere en zuinigere toestellen en andere maatregelen. De rest zal worden bereikt door de inzet van biobrandstoffen. SAS streeft naar 100% biobrandstoffen voor binnenlandse vluchten in 2030. In 2019/20 steeg de uitstoot per passagierkilometer, dit was vooral een gevolg van de coronapandemie waardoor het aantal vervoerde passagiers sterk afnam en de beladingsgraad van de vliegtuigen is gedaald.

## Geschiedenis
De luchtvaartmaatschappij werd op 1 augustus 1946 opgericht toen de nationale luchtvaartmaatschappijen van Denemarken, Zweden en Noorwegen een partnerschap oprichtten om gezamenlijk het internationale verkeer naar Scandinavië af te handelen. Deze regeling werd effectief vanaf 17 september van datzelfde jaar. In 1948 werd besloten tot coördinatie van de Europese activiteiten. Dit leidde in 1951 tot het huidige SAS consortium. SAS verkreeg geleidelijk volledige controle over de binnenlandse markt in alle drie de landen door overname of samenwerking met andere luchtvaartmaatschappijen in de regio. In mei 1997 was SAS samen met Air Canada, Lufthansa, Thai Airways International en United Airlines de oprichter van Star Alliance.
In 2006 werden de hotelactiviteiten losgemaakt uit de groep en de Rezidor Hotel Group kreeg een eigen beursnotering. De verkoop van het hele belang leverde SAS zo'n 800 miljoen euro op. Later is de naam van de hotelketen gewijzigd in Radisson Blu.
In januari 2009 verkocht SAS zijn minderheidsaandeel in airBaltic aan het management van die maatschappij, en het grootste deel van zijn aandelen in Spanair aan Catalaanse investeerders voor het symbolische bedrag van 1 euro. SAS behield een minderheidsaandeel van 19,9% in Spanair.
In 2017 werd een luchtvaartbedrijf in Ierland opgericht voor het vervoer van Britse passagiers naar Spaanse bestemmingen.
Sinds 1960 heeft SAS een relatie met Air Greenland. In mei 2019 heeft SAS haar 37,5% aandelenbelang in Air Greenland verkocht aan de overheid van Groenland. SAS ontving DKK 277 miljoen of zo'n US$ 41 miljoen voor het aandelenpakket.
Door de coronapandemie daalde het luchtvervoer sterk en de SAS Groep leed grote verliezen. Op 5 juli 2022 zocht het bij een Amerikaanse rechtbank bescherming tegen de schuldeisers. Hierop volgden diverse stappen om de kosten onder controle te krijgen, er werd een nieuwe arbeidsovereenkomst gesloten met de piloten en met diverse leasemaatschappijen werden de contracten herzien. Apollo Global Management verleende een nieuw krediet en SAS Groep wil verder nieuwe aandelen uitgeven en aflossen op schulden.
Op 1 september 2024 werd Air France-KLM aandeelhouder in SAS Groep, het verkreeg een belang van 19,9% nadat Amerikaanse en Europese toezichthouders hadden ingestemd met een reorganisatieplan. SAS trad diezelfde dag toe tot de SkyTeam alliantie. Air Franse-KLM is deelnemer in een consortium met Castlelake, Lind Invest en de Deense staat. Samen hebben de vier 86,4% van de aandelen van de geherstructureerde SAS Groep in handen. In juli 2025 maakte Air France-KLM een overeenkomst bekend om het belang in SAS Groep te verhogen. Het wil de aandelen van Castlelake en Lind Invest overnemen waarmee het belang uitkomt op 60,5%. De Deense overheid is en blijft met 26,4% de tweede grootaandeelhouder. De transactie moet nog worden goedgekeurd door toezichthouders.

## SAS Museum
Het bedrijfsmuseum is gevestigd op de luchthaven Oslo-Gardermoen en vertegenwoordigd een belangrijk deel van de historie op het gebied van de burgerluchtvaart in Scandinavië. De museumcollectie bevat zowel de historie van Scandinavian Airlines System en van de oorspronkelijke maatschappijen waaruit SAS is ontstaan. Het museum was vanaf de oprichting in 1989 gevestigd op het vliegveld Oslo-Fornebu, maar verhuisde in 2003/2004 naar zijn huidige stek. De maatschappij zag in dat het belangrijk was de Scandinavische luchtvaartgeschiedenis vast te leggen voor het nageslacht. Elk land had een eigen historisch genootschap voor burgerluchtvaart. Met deze genootschappen wordt sindsdien samengewerkt. Uit deze genootschappen worden de vrijwilligers voor het museum geworven. Het museum wordt bestuurd door een raad waarin zowel vertegenwoordigers van SAS als van de historische genootschappen zitting in hebben.